# 효키야마역
효키야마역(일본어: 表木山駅)은 일본 가고시마현 기리시마시에 위치한 규슈 여객철도 히사쓰 선의 철도역이다. 상대식 승강장 2면 2선의 구조를 갖춘 지상역이다.

## 이용 현황
| 연도 | 1일 평균 승차 인원 | 1일 평균 하차 인원 |
| ---- | ------------------ | ------------------ |
| 2000 | 3                  |                    |
| 2001 | 3                  |                    |
| 2002 | 2                  |                    |
| 2003 | 3                  |                    |
| 2005 | 1명 이하           |                    |
| 2006 | 1명 이하           |                    |
| 2007 | 1                  | 2                  |
| 2008 | 1명 이하           | 1                  |
| 2009 | 1                  | 2                  |
| 2010 | 1                  | 2                  |
| 2011 | 1                  | 3                  |
| 2012 | 1                  | 3                  |
| 2013 | 1                  | 2                  |

## 역 주변
- 국도 제223호선
- 아모리 강
- 묘켄 온천
- 신카와 발전소

## 역사
- 1916년 9월 11일 : 가고시마 본선의 히키야마 신호소로 개설.
- 1920년 10월 11일 : 역으로 승격, 효키야마역으로 변경.
- 1927년 10월 17일 : 가고시마 본선의 야쓰시로 - 요시마쓰 - 가고시마가 센다이 본선 전체 개통과 함께 분리 · 개칭되어, 히사쓰 선으로 되어, 이 역도 히사쓰 선의 역이 됨.
- 1987년 4월 1일 : 일본국유철도 분할 민영화에 의해, 규슈 여객철도가 승계.

## 인접 역
| 히사쓰 선                | 히사쓰 선   | 히사쓰 선              |
| ------------------------ | ----------- | ---------------------- |
| 나카후쿠라 야쓰시로 방면 | ■ 히사쓰 선 | 히나타야마 하야토 방면 |